# Астане
Астане́ (перс. آستانه‎) — небольшой город на западе Ирана, в провинции Меркези. Входит в состав шахрестана Шазенд. На 2006 год население составляло 6 969 человек.

## География
Город находится в юго-западной части Центрального остана, в горной местности, на высоте 1 972 метров над уровнем моря.
Астане расположен на расстоянии приблизительно 35 километров к юго-западу от Эрака, административного центра провинции и на расстоянии 260 километров к юго-западу от Тегерана, столицы страны.

## Достопримечательности
Главной достопримечательностью города является имамзаде, наиболее ранние элементы которого были возведены в эпоху Аль-и-Буи.